# جس فان نيوستدت
جس فان نيوستدت (بالهولندية: Jos van Nieuwstadt)‏ (19 نوفمبر 1979 بفالفايك في هولندا - ) هو لاعب كرة قدم هولندي في مركز الدفاع. لعب مع فيلم تو تيلبورغ ونادي إكسلسيور ونادي دونكاستر روفرز ونادي كامبور وVV Capelle ‏ ونادي هويك ‏ وFC Lienden ‏.

## وصلات خارجية
- جس فان نيوستدت على موقع قاعدة بيانات كرة القدم.إي يو (الإنجليزية)
- جس فان نيوستدت على موقع Soccerbase.com (لاعب) (الإنجليزية)